# TX Camelopardalis

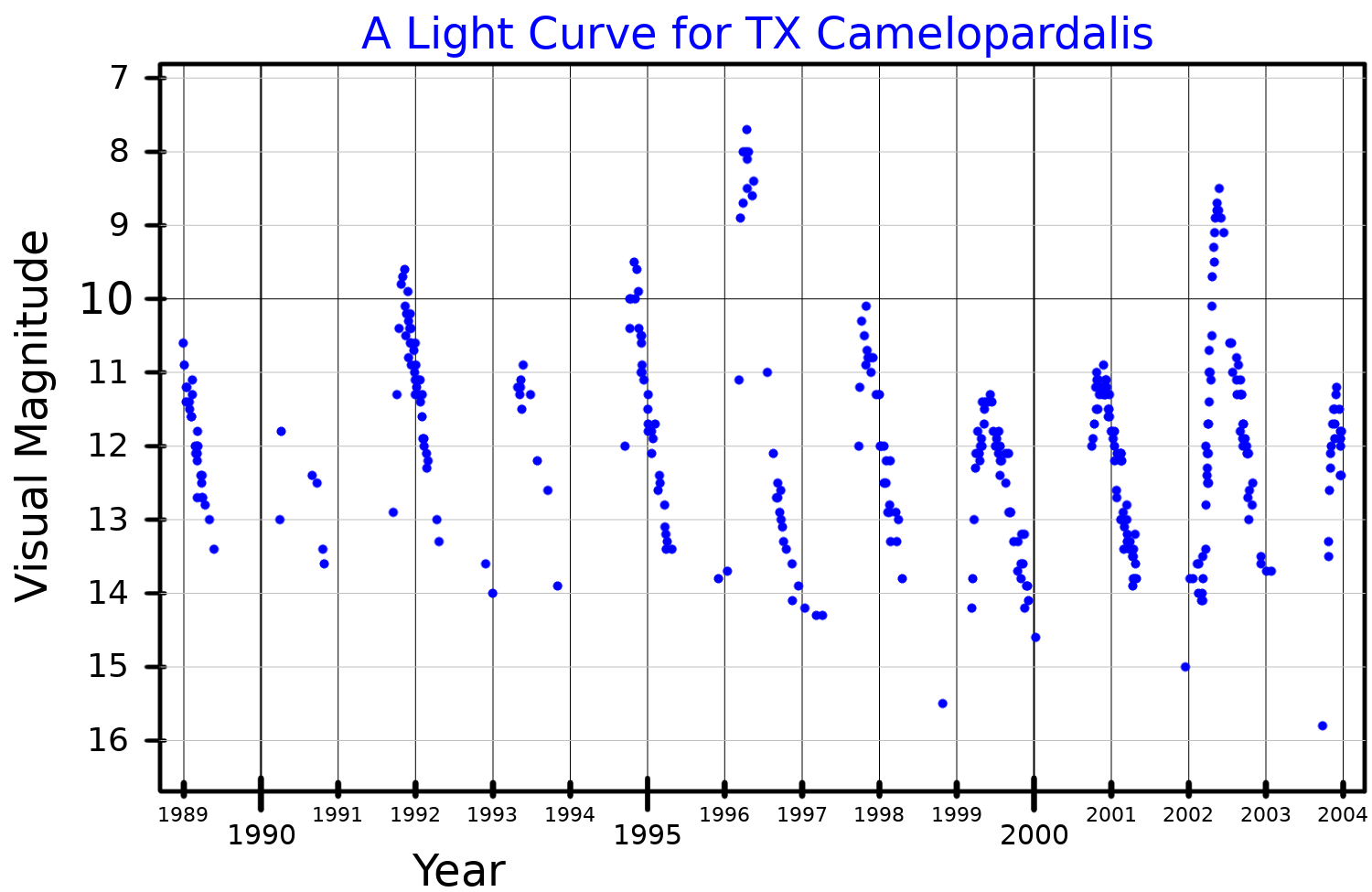
Una curva de luz de banda V para TX Camelopardalis, trazada a partir de datos de AAVSO.

TX Camelopardalis (TX Cam / RAFGL 664) es una estrella variable en la constelación septentrional de Camelopardalis.
Se encuentra a 1240 años luz de distancia del sistema solar.
TX Camelopardalis es una variable Mira de tipo espectral M8.5.
Su brillo en banda B oscila entre magnitud +11,6 y +17,68 a lo largo de un período de 557,4 días.
Su temperatura superficial es de sólo 2779 K y es 11.360 veces más luminosa que el Sol.
De gran tamaño, tiene un radio 460 veces más grande que el radio solar; si ocupara el lugar de nuestro Sol, las órbitas de los cuatro primeros planetas —la Tierra inclusive— estarían contenidas dentro de la propia estrella.
TX Camelopardalis se encuentra en la rama asintótica gigante, periodo de la evolución estelar que experimentan las estrellas de masa intermedia al finalizar sus vidas.
Algunas de ellas, entre las que se encuentra TX Camelopardalis, muestran emisión máser polarizada.
La intensidad del campo magnético deducida a partir de la emisión máser de TX Camelopardalis es de ~ 5 G.
El observatorio espacial XMM-Newton, sin embargo, no ha detectado rayos X provenientes de esta estrella, lo que sugiere que la intensidad del campo magnético tiene su origen en nubes magnéticas localizadas.